# Hygromia cinctella
Hélice carénée
Espèce
Hygromia cinctella, l’Hélice carénée, ou Hélice cinctelle, est une espèce d'assez petits escargots de la famille des Hygromiidae, présente originellement dans la région méditerranéenne, et en expansion rapide en Europe.

## Description

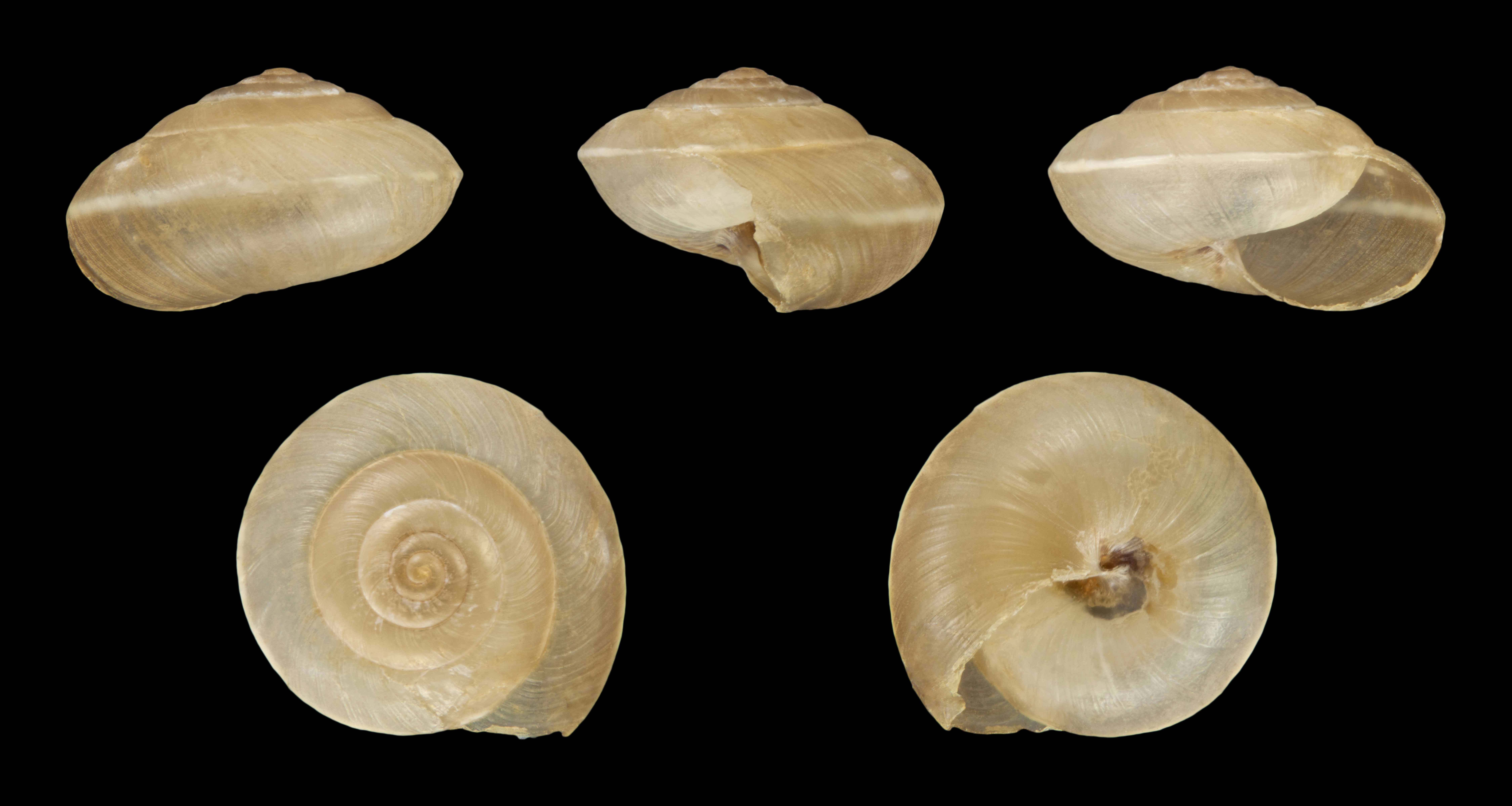
Coquille

La coquille est de couleur gris blanchâtre à brune, plus ou moins translucide. Elle mesure 6-7 mm de haut pour 9-12 mm de diamètre, à 5 ou 6 tours dextres, le dernier avec une carène et une fine bande spirale blanche à la périphérie. Les stries sont fines et régulières. L'ombilic est très petit et pratiquement obstrué par le bord columellaire. Le péristome est fin, non rebordé. L'animal est gris clair, avec souvent la tête et les tentacules plus sombres.

## Écologie

### Habitat
Elle affectionne les habitats ouverts, avec des buissons bas et des herbes (souvent en lien avec l'ortie dioïque et le lierre grimpant, le lilas commun ou la clématite des haies), souvent proche des cours d'eau. On la rencontre également en ville, sur des murs et dans les jardins. En Suisse, elle atteint des altitudes plus élevées qu'ailleurs, jusqu'à plus de 1 300 m dans certains cantons alpins (Grisons, Tessin, Valais). 

## Répartition

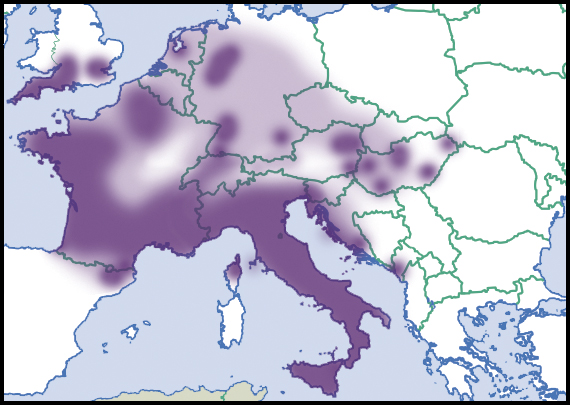
Répartition de l'Hélice carénée en Europe en 2012

Elle est considérée comme originaire d'Italie et des régions proches de Slovénie et de Croatie et du Sud-Est de la France, éventuellement jusqu'au Nord-Est de l'Espagne. Elle a progressivement été introduite dans une aire plus large: Suisse , Nord-ouest de la France (années 1940), Sud de la Grande-Bretagne (1950), Hongrie (années 1930), Allemagne, Belgique et Pays-Bas (années 1990), République tchèque (2011), Bulgarie (2014), Ukraine (2017) etc. Elle a également été signalée sur d'autres continents, aux États-Unis (Detroit, Michigan, 2004), où elle est présumée pouvoir se regrouper en grands groupes et interdite, et en Nouvelle-Zélande (2015), où, tout en étant considérée comme présentant peu de risques, elle a également fait l'objet d'une tentative d'éradication. 
Elle semble se répandre activement le long des cours d'eau, et passivement par les activités de transport humaines (transport de plantes de jardin notamment). 

## Taxonomie
C'est l'espèce type du genre Hygromia. La première description a été faite par Draparnaud en 1801, dans son Tableau des mollusques terrestres et fluviatiles de la France sous le basionyme d'Helix cinctella. Au sein du genre Hygromia, elle fait partie du sous-genre Hygromia subg Hygromia.

## Étymologie et dénominations vernaculaires
Hygromia (latin scientifique) vient de ὑγρός, hygrós, humide. L'épithète scientifique cinctella vient du latin cincta, ceinte, entourée d'une ceinture, et ell-, diminutif, référent à la petite taille de l'animal. 
En français, on lui donne les noms d'hélice carénée ou d'hélice cinctelle (utilisé par Draparnaud), en référence à ses deux caractéristiques clé, la carène et la ligne claire qui la ceint. En anglais, elle est appelée Girdled snail, qui signifie également « escargot ceint ».

## Galerie

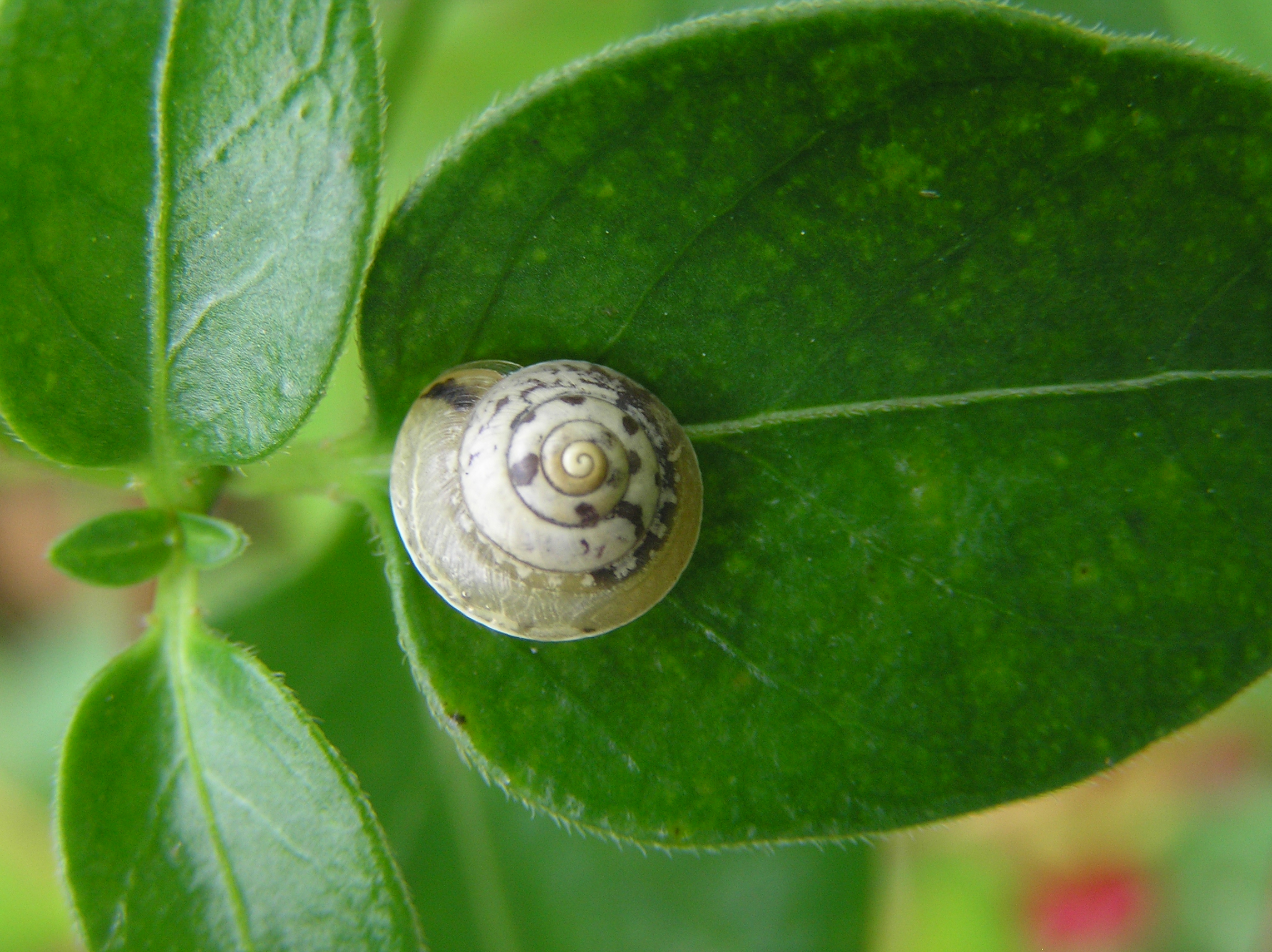
Forme claire (Pays-Bas)
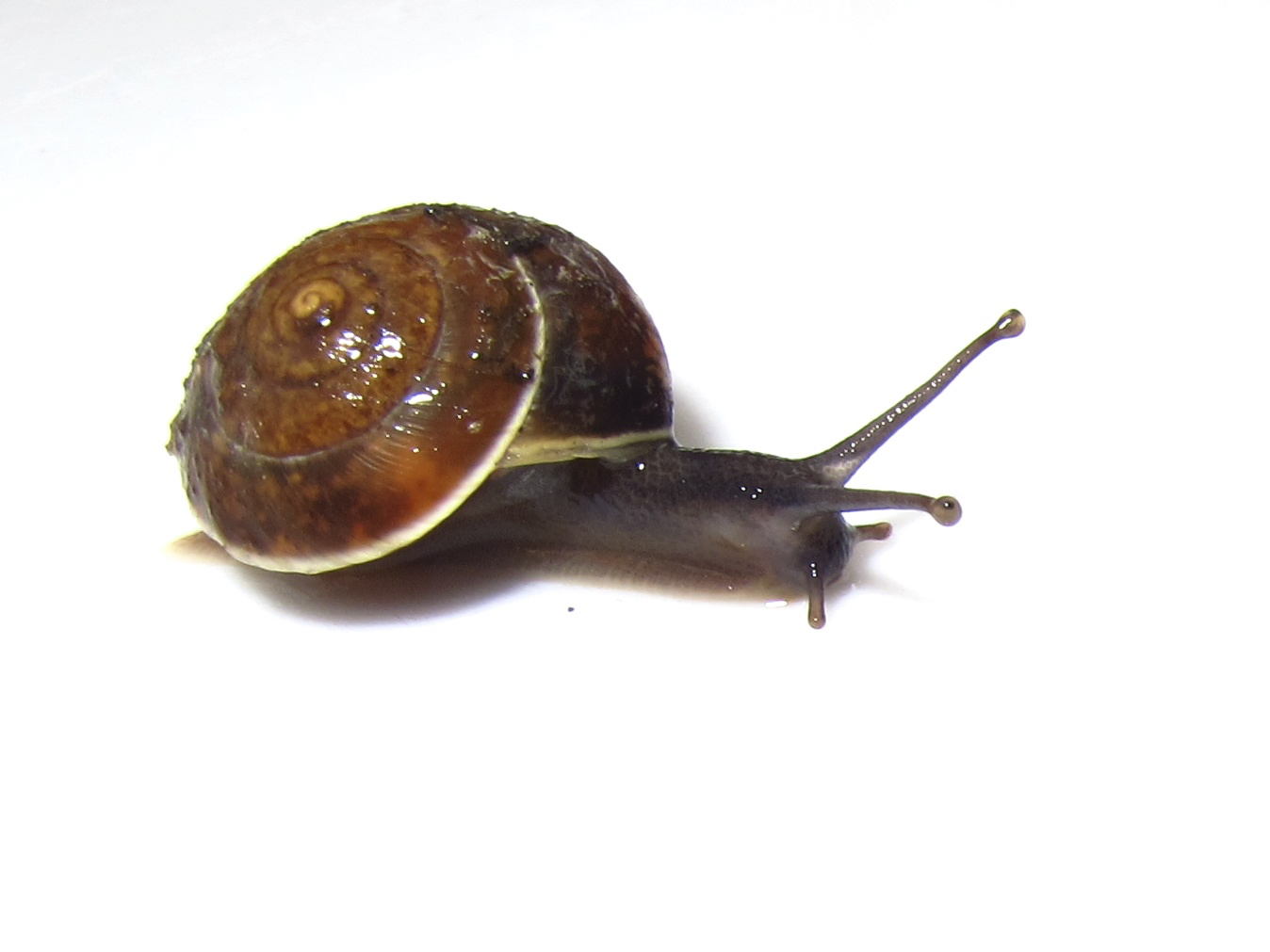
Forme brune
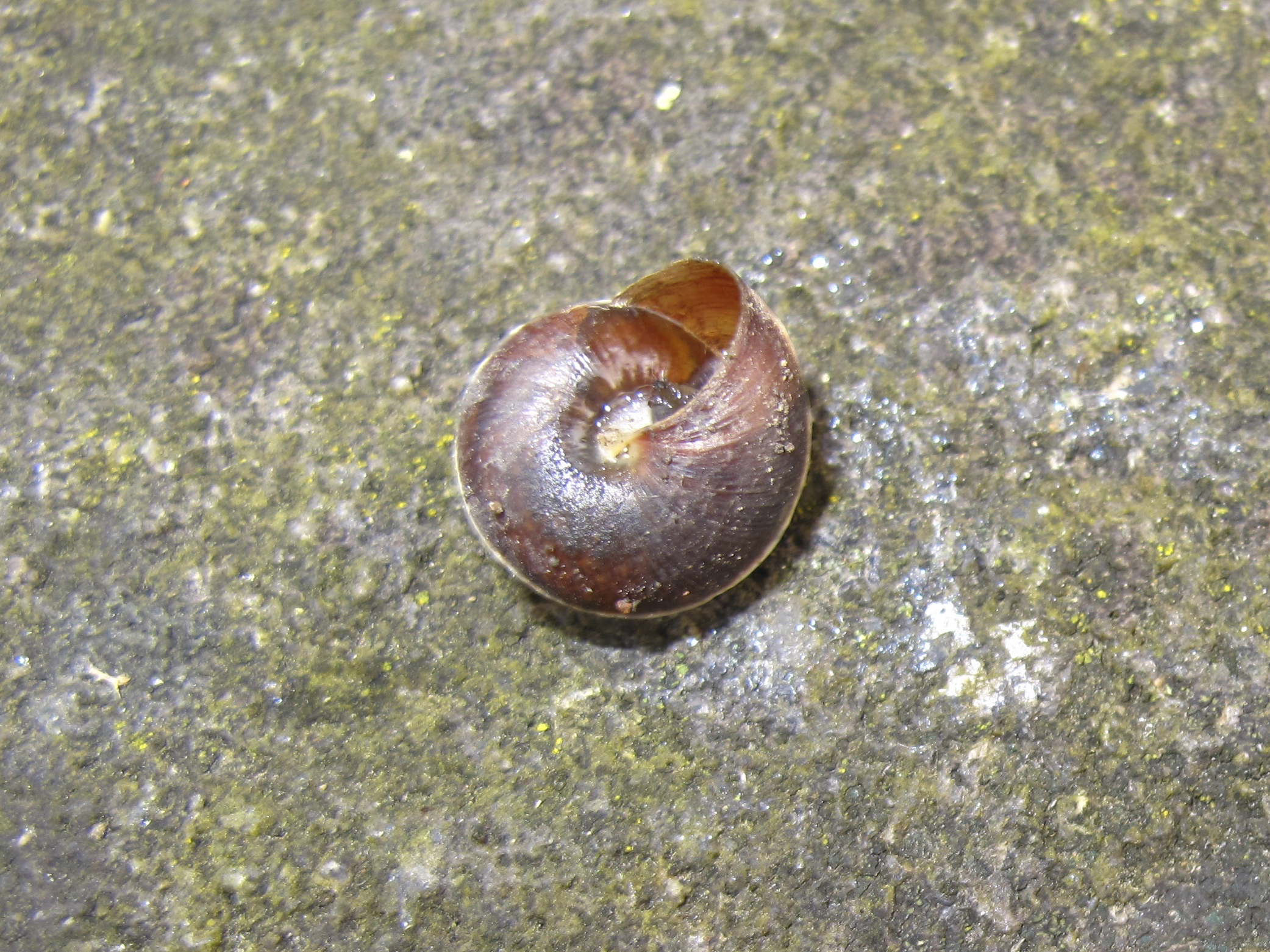
Coquille vue de dessous
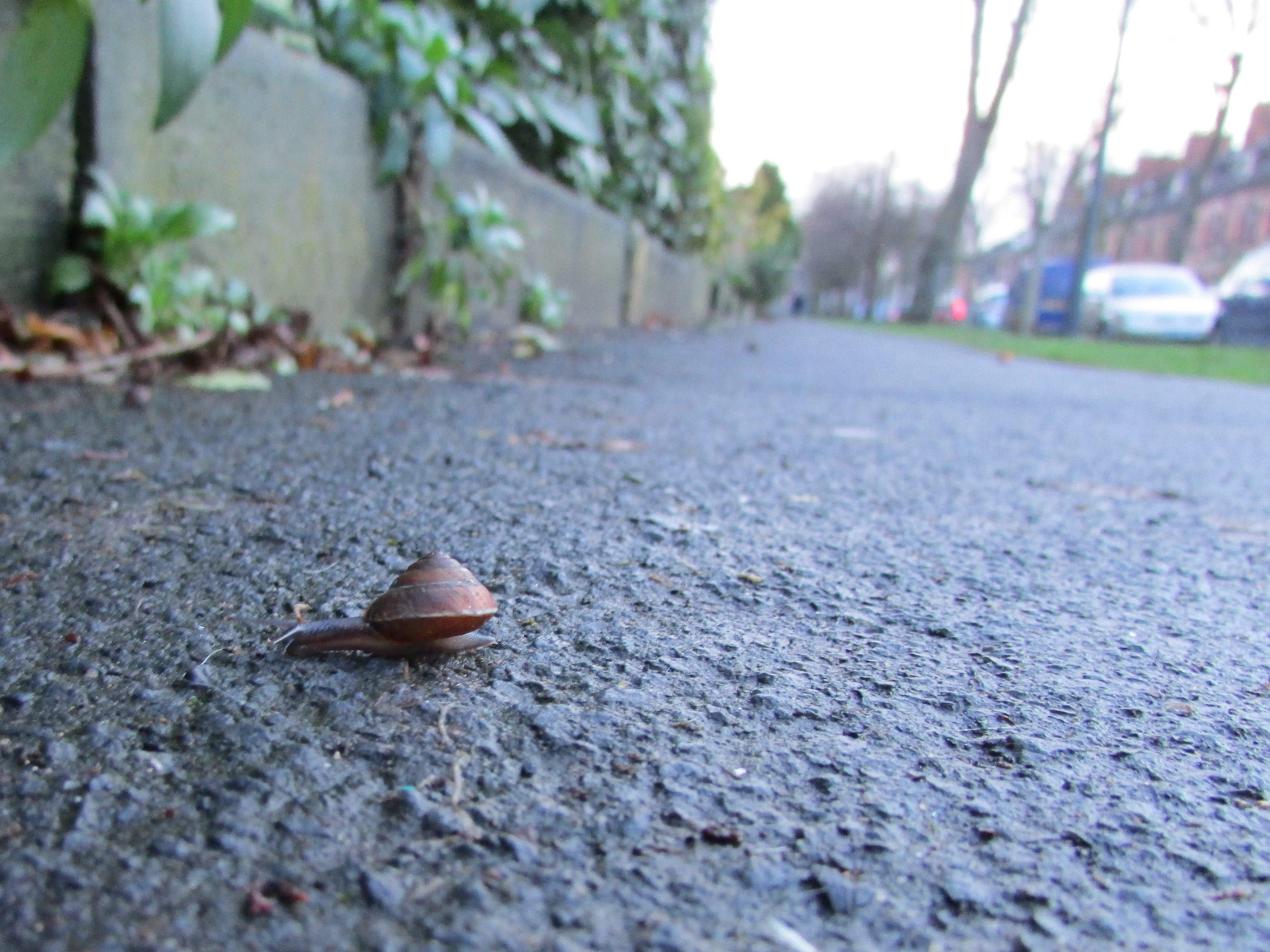
Dans un environnement urbain
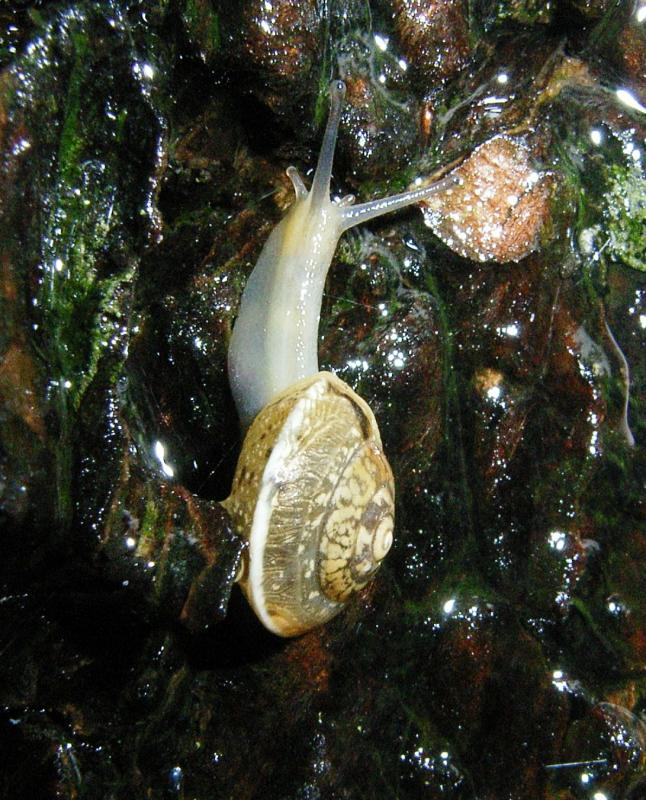
Animal en extension